# 22 Калліопа
22 Калліопа — астероїд головного поясу, відкритий 16 листопада 1852 року.
Тіссеранів параметр щодо Юпітера — 3,233.